# 구슬댕댕이
구슬댕댕이는 한국 중부 이북의 산지, 특히 석회암 지대에 나는 낙엽관목으로 "단간목"이라고도 한다. 높이는 약 1.5m 내외이다. 줄기의 골속은 흰색, 가지에 털과 선모가 있다. 잎은 마주나며 난형, 길이 5-10cm, 양 면 맥 위에 털이 있고, 가장자리에는 톱니가 거의 없으며, 잔털이 있다. 꽃은 연한 노란색, 잎겨드랑이에 달리고, 꽃자루의 길이는 약 3-4mm, 포는 난형, 긴 타원형, 작은 포는 합쳐져 꽃받침통을 둘러싼다. 화관은 선모로 둘러싸이고, 입술 모양, 갈래의 끝이 둥근 모양, 화관통의 길이 5mm이다. 열매는 장과로 둥근 모양이며 잔털이 밀생하고, 붉게 익는다.